# Callitettix costalis
Callitettix costalis är en insektsart som beskrevs av Victor Lallemand 1933. Callitettix costalis ingår i släktet Callitettix och familjen spottstritar. Inga underarter finns listade i Catalogue of Life.